# Ana Navarro Flores
Ana Navarro Flores (Chinandega, Nicaragua, 28 de diciembre de 1971) es una política estadounidense de origen nicaragüense del Partido Demócrata, además de tertuliana política en numerosos canales, incluyendo: la CNN, CNN en Español, ABC News y Telemundo.

## Biografía
Navarro nació en Nicaragua en 1971. Hija de una rica familia de agricultores, su padre se opuso a Anastasio Somoza y luego luchó con el grupo fascista denominado los "Contras" contra el gobierno Sandinista. La familia emigró a Estados Unidos para escapar de la violencia cuando Ana tenía nueve años. Fue educada en el Carrollton School of the Sacred Heart, un colegio católico privado femenino situado en el barrio de Miami, Coconut Grove. Más tarde se graduaría en Estudios Latinoamericanos y Ciencias Políticas en 1993 en la Universidad de Miami. En 1997, obtuvo un doctorado en Derecho por la St. Thomas University.
Navarro ha ocupado diversos cargos dentro del aparato del Partido Republicano, incluyendo el equipo de Jeb Bush en 1998, entonces gobernador de Florida. También formó parte del consejo de asesores sobre temas latinoamericanos a John McCain en 2008 y Jon Huntsman Jr. Durante las elecciones internas del Partido republicano de 2016 apoyó a Jeb Bush. En octubre de 2016 saltó a los titulares cuando criticó duramente a Donald Trump (entonces candidato en las primarias) en la CNN, tras aparecer una cinta de 2005 en la que se oía al empresario hacer comentarios machistas. Entonces Navarro pidió a los líderes republicanos que renegasen del candidato. El 7 de noviembre, una vez celebradas las elecciones que dieron la victoria a Trump, afirmó haber votado a favor de la candidata demócrata Hillary Clinton. A pesar de ser republicana, Navarro decidió votar por Clinton al considerar que Trump podría llegar a la Casa Blanca.
En febrero de 2014 fue contratada como tertuliana en ABC News,  además de aparecer en CNN y CNN en Español.
Actualmente Navarro mantiene una relación con el abogado y político republicano Alberto Cárdenas, el primer hispano en liderar el Partido Republicano en Florida. Viven actualmente en Miami, Florida. Manifestó públicamente su admiración por el expresidente Ronald Reagan, sobre todo por su apoyo a los Contras nicaragüense en su lucha contra la Revolución Sandinista. A pesar de pertenecer al conservador Partido Republicano, Navarro se ha manifestado a favor del matrimonio entre personas del mismo sexo. También se ha posicionado en contra de la postura mayoritaria de su partido en temas como la inmigración o el cambio climático.